# Floresoszczur endemiczny
Floresoszczur endemiczny, floresoszczur jaskiniowy (Papagomys armandvillei) – gatunek ssaka z podrodziny myszy (Murinae) w rodzinie myszowatych (Muridae).

## Zasięg występowania
Floresoszczur endemiczny występujące na Flores w Indonezji.

## Taksonomia
Gatunek po raz pierwszy naukowo opisał w 1892 roku holenderski zoolog Fredericus Anna Jentink pod nazwą Mus armandvillei. Jako miejsce typowe odłowu holotypu Jentink wskazał Pulau Flores w Nusa Tenggara w Indonezji. Jedyny przedstawiciel rodzaju floresoszczur (Papagomys) utworzonego w 1941 roku przez holenderskiego teriologa Henriego Sody’ego.
Zaliczany do tego rodzaju floresoszczur jaskiniowy (P. theodorverhoeveni) opisano na podstawie pojedynczego okazu jednak późniejsze badania wykazały, że był to młodociany osobnik P. armandvillei.

### Etymologia
- Papagomys: gr. παππος pappos „dziadek”[11]; μυς mus, μυος muos „mysz”[12].
- armandvillei: Cornelis J. F. le Cocq d’Armandville (1846–1896), holenderskim misjonarz jezuicki w Holenderskich Indiach Wschodnich (obecnie Indonezja)[13].

## Morfologia
Długość ciała (bez ogona) 275–435 mm, długość ogona 265–360 mm, długość ucha 24–31 mm, długość tylnej stopy 75–88 mm; brak szczegółowych danych dotyczących masy ciała.